# Club de Alto Rendimiento JVM
La Escuela de Fútbol Club Alto Rendimiento JVM es un club de fútbol de Perú, de la provincia de Tambopata en el Departamento de Madre de Dios. Fue fundado el 29 de octubre de 2017 y desde 2025 participa en la Liga 3, la tercera categoría del fútbol nacional.

## Historia

### 2017-2023: Fundación e inicios
La Escuela de Fútbol Club Alto Rendimiento JVM fue fundado por Jorge Villacorta Mojaras (origen de siglas JVM en el nombre del club), el 29 de octubre de 2017 en el distrito de Inambari con el objetivo de ser una escuela de fútbol que contribuya con los niños y jóvenes de dicha región.
En el 2023, participó en la Liga Distrital de Inambiri, sin embargo no pudo ser parte de los dos primeros puestos, finalizando su participación en esa etapa. 

### 2024: El ascenso a Liga 3
Para el año 2024, tuvo mejor suerte y logró el subcampeonato de su liga de origen. Posteriormente, pudo obtener el campeonato de la Liga Provincial de Tambopata, al eliminar en semifinales a club Deportivo Maldonado y en la final al club Deportivo Unión Empresas.Fue Campeón de la Liga Departamental de Madre de Dios tras vencer por 5 a 0 a AFC Caychihue por la última fecha del cuadrangular final,  obteniendo así un nuevo logro al clasificar a la Etapa Nacional de la Copa Perú 2024.
Tras la creación de la Liga 3 para el año 2025 quedó con mayores chances de ascenso. Alto Rendimiento finalmente debutará en la Liga 3 2025, tras haber quedado como el mejor equipo de Madre de Dios en la tabla de posiciones (Puesto 38) con 7 puntos.

## Estadio
El club hace de local en el Estadio Municipal de Huepetuhe, sin embargo, en los últimos partido en su participación en la Etapa Nacional de la Copa Perú 2024 se presentó en el Estadio IPD de Puerto Maldonado.

## Entrenadores
- Juan Salazar (2024)
- Lizandro Barbarán (2025)

## Palmarés

### Torneos regionales
| Competición regional                      | Títulos | Subcampeonatos |
| ----------------------------------------- | ------- | -------------- |
| Liga Departamental de Madre de Dios (1/0) | 2024    |                |
| Liga Provincial de Tambopata (1/0)        | 2024    |                |
| Liga Distrital de Inambari (0/1)          |         | 2024           |